# The Last Escape
The Last Escape ist ein in Deutschland gedrehter US-Kriegsfilm von Walter Grauman mit Stuart Whitman in der Hauptrolle. An seiner Seite spielen zahlreiche zu dieser Zeit populäre, deutschsprachige Schauspieler wie Günther Neutze, Pinkas Braun, Margit Saad, Gerd Vespermann, Michael Hinz und Harald Dietl weitere wichtige Rollen. Die hier gezeigte, fiktive Geschichte entsprach in der Realität der US-amerikanischen Mission, im Rahmen von Operation Overcast deutsche Raketenforscher im deutschen Reichsgebiet aufzuspüren und sie in die USA zu bringen, ehe die Sowjets ihrer habhaft werden konnten.

## Handlung
Deutschland gegen Ende des Zweiten Weltkriegs. Die Amerikaner rücken vom Westen tief ins deutsche Reichsgebiet vor, die sowjetischen Truppen vom Osten. Captain Lee Mitchell vom US-amerikanischen Militärgeheimdienst O.S.S. bekommt von seinen Vorgesetzten den Auftrag für eine heikle und riskante Mission: Er soll, mit Unterstützung durch zwei rangniedrigere, britische Offiziere, einen wichtigen deutschen Raketenforscher namens Dr. von Heinken gefangen nehmen und hinter die amerikanischen Linien bringen, ehe die Russen seiner habhaft werden können. Auch die Deutschen unter der Leitung des linientreuen SS-Majors Hessel sind hinter von Heinken her und wollen diesen keinesfalls in feindliche Hände gelangen sehen. Das ist der Ausgangspunkt dieser Geschichte.
Captain Mitchell ist mit seiner Mission, Dr. Erich von Heinken zu entführen, zunächst gescheitert. Er und seine Leute sind des Nachts in einen Hinterhalt geraten, aus dem nur Mitchell, der unter dem deutschen Tarnnamen Hauptsturmführer Strasser operierte, sich mit einem beherzten Sprung in einen Fluss retten konnte. Obersturmbannführer Hessel, dem Mitchell entwischt ist, geht daraufhin zur Forschungsstation, wo Heinken neue Raketentriebwerke testet, und verkündet, dass man ihn und seine Leute ab sofort Tag und Nacht bewachen werde. Währenddessen werden Mitchell neue Leute zugeführt, britische Soldaten, die mit dem Fallschirm über Feindgebiet abgesprungen sind. Mit ihnen nimmt Mitchell seine Mission zur Entführung Heinkens wieder auf. Der kleine anglo-amerikanische Trupp kann in die Forschungsstation vordringen und entführt trotz strenger Bewachung von Heinken und dessen Assistenten Blücher. Während sie fliehen, bombardieren alliierte Fliegerverbände die Anlage.
Als Obersturmbannführer Hessel wenig später vor Ort eintrifft, muss er feststellen, dass Heinken und dessen Assistent verschwunden sind. Sofort lässt er eine Suchpatrouille auf die Beine stellen. Auf der Flucht stoßen Mitchells Leute auf weitere Raketenforscher, die aus der bombardierten Anlage geflohen sind. Bei ihnen befinden sich mehrere deutsche Zivilisten in einem Lastwagen. Von Heinken besteht darauf, dass diese ebenfalls von den Anglo-Amerikanern mitgenommen werden, da sie hier nicht mehr sicher seien. Während der auf seinen Auftrag bestehende Mitchell davon alles andere als begeistert ist, zeigt der Brite Ltnt. Wilcox mehr Mitgefühl und plant, alle Zivilisten ebenfalls mitzunehmen, auf dass sie nicht den näher rückenden Sowjets in die Hände fallen. Unter den Zivilisten befindet sich auch Karen Gerhardt, die Geliebte Hessels. Besonders ihretwegen zeigt Captain Mitchell großes Misstrauen gegenüber den neu dazugekommenen Passagieren. Schließlich setzen sich die Briten mit ihrem Willen durch.
Während Mitchell und der um einiges größer gewordene Trupp in Richtung Westen fliehen, haben Hessels Leute deren Spur aufgenommen. Die deutschen Kontrollposten werden benachrichtigt, Fahrzeugkontrollen sollen besonders genau vorgenommen werden. Auch die Sowjets unter der Führung von Major Petrow nähern sich immer mehr den Flüchtigen, erhalten sie doch Funksignale von Heinkens Assistenten Blücher, der offensichtlich ein doppeltes Spiel spielt. Mitchell und die Flüchtenden haben inzwischen eine große Wiese erreicht, wo ein alliiertes Flugzeug sie abholen soll, doch wird dieses kurz vor der Landung von einem deutschen Abfangjäger abgeschossen. Jetzt weiß auch Major Hessel, wo sich die gekidnappten Raketenwissenschaftler und seine Geliebte befinden. Um neue Benzinvorräte zu kapern, dringen Mitchell, Ltnt. Wilcox und Sergeant McBee in ein kleines Dorf vor. Ein Junge bringt ihnen eine Nachricht von dem angeblich schwer verwundeten britischen Soldaten Jarvis. Mitchell ahnt, dass dies eine Falle sein könnte, doch Wilcox will unbedingt seinen Landsmann retten. In einem Haus kommt es zu einem Schusswechsel mit sich versteckt haltenden deutschen Soldaten, bei dem Wilcox angeschossen wird. Wieder gelingt es Mitchell, diesem Hinterhalt mit einem gekonnten Sprung in die Tiefe zu entkommen. Mitchell und McBee, der den schwer verletzten Wilcox trägt, rasen in einem gestohlenen, deutschen Armeefahrzeug davon.
In ihrem Waldversteck überlegen Mitchell und die anderen, was nun geschehen soll, da ihre Lage immer hoffnungsloser wird. Dank der Hilfe von Karens kleinem Sohn Kurt stoßen die Alliierten bald auf einen deutschen Benzinvorrat, den man zum Weiterkommen unbedingt braucht. Der befindet sich ausgerechnet in Hessels Lager. Unter dessen Nase stiehlt Mitchell in einem Handstreich das Benzin und kann, unter MG-Beschuss stehend, entkommen und kehren in ihr Versteck zurück. Als die alliierten Soldaten wie auch die deutschen Zivilisten mit den Lkws fortfahren wollen, entdeckt Mitchell, dass sich in Blüchers Radiogerät, das er überallhin mitschleppt, ein Sender befindet, mit dem dieser ununterbrochen Signale an die Russen unter Petrow weitergibt, kommt es zum Eklat. Blücher schnappt sich Karen als Geisel und wird daraufhin erschossen. Auf der Weiterfahrt begegnet der Trupp zwei weiteren britischen Soldaten, die in Wehrmachtskluft stecken. Die sagen Mitchell, dass die Westalliierten sich mit den Russen geeinigt hätten, dass alles, was sich diesseits des Flusses befindet, an die Sowjets fallen soll, während jenseits des Flusses das Territorium der Westalliierten werden solle. Mitchell will, dass seine Leute die Wissenschaftler und die Zivilisten über den Fluss geleiten, während er versuchen will, sie verfolgende Deutschen wie Russen aufzuhalten. Wilcox und McBee liefern sich ein Feuergefecht mit den Deutschen, während Mitchell mit einem Trick die Russen ablenkt. Plötzlich stehen sich infolge der Verfolgungsjagd auch Deutsche und Russen gegenüber und beschießen einander. Bei dem Versuch, vor den russischen Panzern zu fliehen, wird das Auto mit Major Hessel überrollt. Um Mitchell und seinen Leuten einen Vorsprung zu verschaffen, fährt Wilcox den Russen entgegen und opfert sich, in dem er die Verfolger auf sich lenkt. Er stürzt einen Abhang herab und kommt dabei ums Leben.
Währenddessen hat Mitchell den Grenzfluss erreicht und sieht zu, dass alle Zivilisten und seine Leute das Gewässer schnellstens überqueren. Doch Petrow erreicht mit seinem Panzer ebenfalls kurz darauf das Gewässer. Bei der Überquerung kommt es zum direkten Feuergefecht zwischen Amerikaner und Briten auf der einen und den Russen unter Petrow auf der anderen Seite. Auch das Fahrzeug mit den Zivilisten gerät unter massiven Beschuss. Als man das andere Ufer erreicht hat, stellen die Russen das Feuer ein. Captain Mitchell geht auf die sowjetischen Panzer zu. Petrow hat auf seinem Panzer einen toten Soldaten liegen, es ist der beim Sturz in die Tiefe ums Leben gekommene Ltnt. Wilcox. Ebenfalls auf dem Panzer sitzt der überlebende Sgt. McBee, den die Russen mitgenommen haben. Der springt vom Panzer und trägt den von den Sowjets geborgenen, toten, britischen Kameraden ans andere Ufer. Mit Respektsbekundung salutieren Mitchell und Petrow. Während auch Mitchell ans andere Ufer geht, wenden Petrows Panzer auf dem sandigen Untergrund und fahren fort.

## Produktionsnotizen
The Last Escape entstand 1968 an mehreren Drehorten in Bayern sowie in den Bavaria-Studios und wurde am 6. Mai 1970 in Salt Lake City uraufgeführt.
Dieser Film wurde vom großen kommerziellen Erfolg des US-Kriegsfilms Das dreckige Dutzend inspiriert, konnte aber nicht einmal annähernd dessen Erfolg wiederholen. The Last Escape lief trotz der großen Beteiligung deutscher Kräfte vor und hinter der Kamera nicht in Deutschland an und wurde auch nie im deutschen Fernsehen gezeigt.
Rolf Zehetbauer schuf die wenigen Filmbauten, Frank Guarente war Regieassistent. Der auf Explosionen und Feuer aller Arten spezialisierte Karl “Charly Bum-Bum” Baumgartner kreierte die zahlreichen Spezialeffekte.
Für Margit Saad war The Last Escape der letzte Kinofilm. Harald Dietl spricht seinen Part komplett auf Russisch.

## Kritiken
Der Film fand bei der Kritik wenig Beachtung und wurde nur mäßig beurteilt. Nachfolgend einige Beispiele:
Allmovie.com urteilte knapp: “Routiniertes Zweiter-Weltkriegs-Drama.”
Der Movie & Video Guide verortete in diesem Film „vorhersehbare Resultate“.
Halliwell’s Film Guide nannte den Streifen einen „Weltkriegs-Actionfilm nach Schema F“.
Der US-amerikanische katholische Nachrichtendienst resümierte, dass Walter Grauman es mit einem allzu „offensichtlichen Drehbuch“ und „hölzerner Darstellungskunst“ zu tun habe, eingerahmt „von einer Menge kriegsbedingter Actionszenen mit erstaunlich wenig Blutvergießen.“